# Айста
Айста́ или Эйста (лит. Aista) — река в Литве, протекает по территории Калварийского самоуправления и Вилкавишкского района в Мариямпольском уезде на юго-западе страны. Правый приток средней Ширвинты.
Длина реки составляет 21 км. Площадь водосборного бассейна — 66 км². Средний уклон — 6 м/км. Средний расход воды — 0,4 м³/с.
Айста начинается на Судувской возвышенности около деревни Айстишкяй в 3 км от польско-литовской границы. Течёт в основном на север, в низовье около местечка Бартнинкай поворачивает на северо-запад. В верховье Айсту пересекает автодорога краевого значения 200. Впадает в Ширвинту севернее деревни Саусининкай. В устье Айсты находится пункт мониторинга качества воды.
Притоки (от устья): Сакалупис (левый), Гражупис (правый), Шюле (левый), Эглинис (левый).